# 圣朱利亚诺-德尔桑尼奥
圣朱利亚诺-德尔桑尼奥（義大利語：San Giuliano del Sannio），是意大利坎波巴索省的一个市镇。总面积23平方公里，人口1069人，人口密度46.5人/平方公里（2009年）。ISTAT代码为070067。